# Young & Hungry
Young & Hungry – amerykański, komediowy serial telewizyjny wyprodukowany przez CBS Television Studios oraz The Tannenbaum Company. Pomysłodawcami serialu są David Holden i  Ashley Tisdale. Serial był emitowany od 25 czerwca 2014 roku do 25 lipca 2018 roku

27 października 2016 roku, stacja Freeform zamówiła piąty sezon, który jest finałową serią

## Fabuła
Serial opowiada o Joshu, młodym przemysłowcu, który poznaje Gabi, blogerkę piszącą o jedzeniu. Dziewczyna zostaje zatrudniona na okres próbny jako kucharka do zrobienia romantycznej kolacji, ale wszystko idzie nie tak jak powinno. Dzięki pomocy najlepszej przyjaciółki Sofii, Gabi udaje się dostać posadę szefa kuchni.

## Obsada
- Emily Osment jako Gabi Diamond
- Jonathan Sadowski jako Josh Kaminski
- Rex Lee jako Elliot Park
- Aimee Carrero jako Sofia Rodriguez
- Kym Whitley jako Yolanda

## Postacie drugoplanowe
- Annie Potts jako Donna Kaminski
- Michael Voltaggio jako Michael
- Mallory Jansen jako Caroline Huntington
- Jesse McCartney jako  Cooper
- Bryan Safi jako Alan
- Jayson Blair jako Jake Kaminski

## Odcinki
| Sezon | Sezon | Odcinki | Oryginalna emisja | Oryginalna emisja | Oryginalna emisja | Oryginalna emisja | Oryginalna emisja |
| Sezon | Sezon | Odcinki | Premiera sezonu   | Finał sezonu      | Premiera sezonu   | Finał sezonu      |                   |
| ----- | ----- | ------- | ----------------- | ----------------- | ----------------- | ----------------- | ----------------- |
|       | 1     | 10      | 25 czerwca 2014   | 27 sierpnia 2014  | brak danych       | brak danych       |                   |
|       | 2     | 20      | 25 marca 2015     | 24 listopada 2015 | brak danych       | brak danych       |                   |
|       | 3     | 10      | 3 lutego 2016     | 6 kwietnia 2016   | brak danych       | brak danych       |                   |
|       | 4     | 10      | 1 czerwca 2016    | 3 sierpnia 2016   | brak danych       | brak danych       |                   |
|       | 5     | 20      | 13 marca 2017     | 25 lipca 2018     | brak danych       | brak danych       |                   |

## Nagrody i nominacje
| Nominacja Rok | Nagroda                | Kategoria                     | Nominacja      | Wynik     |
| ------------- | ---------------------- | ----------------------------- | -------------- | --------- |
| 2014          | Teen Choice Awards     | Choice Summer TV Show         | Young & Hungry | Nominacja |
| 2014          | Teen Choice Awards     | Choice Summer TV Star: Female | Emily Osment   | Nominacja |
| 2015          | Teen Choice Awards     | Choice TV Show: Comedy        | Young & Hungry | Nominacja |
| 2015          | Teen Choice Awards     | Choice TV Actress: Comedy     | Emily Osment   | Nominacja |
| 2015          | Teen Choice Awards     | Choice TV: Scene Stealer      | Ashley Tisdale | Nominacja |
| 2015          | Teen Choice Awards     | Choice TV: Breakout Show      | Younger        | Nominacja |
| 2015          | People's Choice Awards | Favorite Cable TV Comedy      | Young & Hungry | Nominacja |
| 2016          | People's Choice Awards | Favorite Cable TV Comedy      | Young & Hungry | Nominacja |